# Timo Tolkki
Timo Tapio Tolkki (3 de marzo de 1966, en Klaukkala, Nurmijärvi, Finlandia) es un guitarrista, escritor, y productor musical finlandés. Su carrera es más conocida por haber sido el líder de la banda de power metal Stratovarius hasta mayo de 2008. Actualmente formó una banda con ex - miembros de su antigua banda Stratovarius llamándolo Timo Tolkki's Strato.

## Biografía

### Stratovarius
Tolkki fue el indiscutido guitarrista de Stratovarius, una de las bandas de Power metal más populares de la escena musical europea. El combo de Finlandia sigue haciendo giras alrededor del mundo tras más de veinte años en activo. En los primeros tres álbumes Timo Tolkki se hacía cargo no solo de la guitarra, sino también de las vocales, pero a partir de Fourth Dimension, dejó ese lugar a Timo Kotipelto para dedicarse de lleno a su instrumento. Es a partir de ese disco cuando Stratovarius consigue su identidad clásica que lo caracteriza. Recién en el disco Episode (1996), la banda consigue la formación que tiene actualmente. Es allí donde Timo Tolkki toca junto a Jens Johansson, considerado uno de los mejores tecladistas del mundo que había tocado con uno de los grandes del Metal, Yngwie Malmsteen. 
Paralelamente a los trabajos junto a la banda, Timo Tolkki realizó un disco solista, con varios temas instrumentales y algunas cantados por él. En el mismo participaron los antiguos colegas de la banda: Tuomo Lassila en batería y Antti Ikonen en teclados. El disco, titulado "Clasical Variations and Themes", posee el mismo estilo de Stratovarius infaltable para los fanáticos de los finlandeses. 
El estilo de este excepcional guitarrista sorprende a varios por su velocidad y precisión con el instrumento. Sus largos y rapidísimos solos le dan a la banda una identidad inconfundible. Junto a Jens Johansson conforman un dúo musical difícil de superar, poseen temas instrumentales en los cuales ambos demuestran su capacidad compositiva y técnica. Un claro ejemplo de este complemento puede verse en temas como "Holy Light" y "Legions" del disco Visions, "Stratosphere" del Episode o Stratofortress del Elements Pt. I. 
Luego del arrollador éxito de los discos Episode y Visions, Stratovarius lanzó en el año 1998 el disco titulado Destiny, el cual tiene una buena dosis de temas rápidos, a estas alturas ya una marca registrada de la banda finlandesa; este disco contiene una canción de larga duración que da origen al título del álbum, siendo una de las preferidas por los fanes en encuestas para ser tocada en vivo.
Posteriormente lanzan el disco Infinite (Stratovarius), en el cual se abordan temas ecológicos y/o humanitarios. Destacable es la artwork del álbum, hecho por el destacadísimo Derek Riggs, artista que también ha trabajado con Iron Maiden (Powerslave), entre otros.En dicha portada se hace alusión a la situación actual del mundo, en paralelo a un óptimo futurista.
Luego Tolkki se embarca en la más ambiciosa tarea desde que fundó Stratovarius, el proyecto de los Elements, el cual consiste en 2 álbumes, que no son temáticos, salvo las portadas, que se enfocan en distintos elementos. Estos discos siguen mostrando velocidad, canciones instrumentales y pegadizas, pero no fueron bien recibidos ni por la crítica ni por el grueso de los fanes; luego vinieron las giras, que mostraron a un Tolkki descontrolado, hablando de temas religiosos, comportándose mal en el escenario y deambulando sobre este.
Durante esta etapa de inestabilidad mental, se conoce que Tolkki posee una depresión maníaca, y este procede a expulsar del grupo a Timo Kotipelto junto a Jörg Michael. Durante este lapso Tolkki contrata a una cantante poco conocida, con tintes góticos, llamada Miss K, la cual aparecía en propagandas ensangrentada. El proyecto no se llevó a cabo, Tolkki empezó a componer nuevamente, Kotipelto y Michael volvieron a la banda, y dieron a luz a lo que sería el último álbum, llamado simplemente "Stratovarius". Este disco es mucho más pausado que todos los anteriores, y aborda muchas temáticas sobre el estado mental de Tolkki. Con este disco se lanzaron a una gira mundial, en la que Tolkki se mostró muy bien nuevamente.

### Post-Stratovarius
A principios de 2007, Tolkki manifiesta que la banda se ha unido por falta de dinero, sobre todo por las tensiones con el cantante Kotipelto y el batería Jörg Michael, aduciendo falta de compromiso y química con ambos para seguir con el grupo. Tras la ruptura, Tolkki fundó el grupo Revolution Renaissance, cuyo primer disco "New Era" vio la luz en junio de 2008 con el material del que iba a ser el próximo disco de Stratovarius, pero grabado con la colaboración de gente como Tobias Sammet de Edguy y Michael Kiske como músicos invitados.
Stratovarius finalmente continuó como grupo después de que Tolkki decidiese ceder los derechos de la marca a Timo Kotipelto, Jörg Michael y Jens Johansson, quienes junto al bajista Lauri Porra incorporaron al guitarrista Matias Kupiainen en sustitución de Tolkki. De esta forma, el grupo prosiguió en su actividad con una nueva formación en la que no había ningún miembro original.
En 2009 Timo Tolkki editó un nuevo álbum con su banda Revolution Renaissance, titulado Age of Aquarius
En el año 2010 Tolkki decidió finiquitar su aventura con Revolution Renaissance. Mediante un comunicado oficial, Tolkki explicó que debido a motivos personales, a la falta de interés en la banda por parte de los promotores, y a la situación de la industria musical que afecta todo, incluso a los presupuestos de producción, se le hace imposible seguir con el grupo.
Añadió que trataron de cerrar conciertos pero que les fue imposible, lo que, unido a los problemas anteriormente mencionados, le condujo a terminar con el grupo.
El comunicado concluyó anunciando que el tercer y último trabajo del grupo saldría a finales del mes de septiembre bajo el título de "Trinity" (2010). La banda trabajó con el ingeniero Santtu Lehtiniemi, quien ya se encargó del segundo trabajo del grupo "Age Of Aquarius" (2009). Las voces y la batería fueron grabadas en Brasil por Gus Monsanto y Bruno Agra respectivamente.
Tolkki no confirma si sigue adelante con su proyecto junto a sus excompañeros de Stratovarius Tuomo Lassila (batería), Anti Ikonen (teclados) y Jari Kainulainen (bajo) para grabar un nuevo álbum titulado "Return To Dreamspace". Esta es la misma formación que grabó en 1994 el álbum de Stratovarius "Dreamspace".
Por motivos legales, el nombre original del grupo Project Strato no será finalmente utilizado aunque el álbum si se llamará "Return To Dreamspace". Ya existen veinte canciones preparadas como "Return To Dreamspace", "Digital Jesus", "Santiago", "Chevaliers De Sangreal", "Full Circle" o "Farewell No. 2", y se espera a través de JVC Victor Entertainment en Japón y Scarlet Records en Europa. Las voces de "Return To Dreamspace" serán todas grabadas por Timo Tolkki.
A finales Del 2010, Timo Tolkki anunció su nuevo proyecto Symfonia donde participarán: André Matos, Jari Kainulainen, Mikko Harkin y Uli Kusch.

### Carta de Tolkki anunciando su ruptura con Stratovarius
"Es hora de abandonar el silencio y anunciar lo que algunos de ustedes especulan. Stratovarius deja de existir, el pasado octubre les comente a los chicos que iba a terminar con la banda y las razones que me llevan a ello, esta carta está dirigida a ustedes, fanes de Stratovarius, que han apoyado a la banda a lo largo de los años.
Primero pensé en escribir una carta muy generalizada tan típica en el negocio de la música, una declaración en la que no se dice nada. Entonces decidí que merecían conocer la verdad de lo que ha estado sucediendo detrás de los escenarios y así entender mejor mi decisión.
Todo el tiempo, desde que Timo Kotipelto y Jörg Michael entraron a formar parte del grupo, se han producido tensiones y ha reinado un ambiente negativo. Y esto se ha concentrado en mí, Kotipelto y Jörg.
Las razones por las que Jari Kainulainen fue expulsado años atrás eran tan absurdas que no voy a tratar de explicarlas aquí. Si algún día escribo un libro, tal vez sea el momento.
En cualquier caso, creo que las semillas se plantaron hace tiempo, unos 12 años. Hubo muchos enfrentamientos. Jörg venía y se quejaba de Kotipelto, y Kotipelto se acercaba a mi y se quejaba de Jörg. Era un auténtico lio, pero nunca se mostró esto a los fanes.
No es mi intención faltar el respeto a Kotipelto y Jörg aquí. Ambos son fundamentalmente buena gente. Los cosas a veces suceden y las relaciones se encaminan hacia lugares que no nos gustaría. Es como un divorcio, nadie quiere que suceda, pero a veces es mejor para todos, para que cada uno pueda seguir su propia vida. Además quiero decir como han estado las cosas detrás del telón. Ustedes solo ven el lado bueno, pero no saben lo que realmente está pasando.
Hemos pasado unos años increíbles, 14 discos, 6 giras mundiales con más de 1000 conciertos en todo el mundo, 3 discos de oro, un Grammy finlandés y casi 3 millones de discos vendidos.
He llegado a esta decisión después de una cuidadosa, larga y racional deliberación que ha durado cerca de un año y que pienso es lo mejor para mí. Me sentía tan mal en Stratovarius... Algo está terriblemente mal allí y nadie le prestaba atención.
La cuenta atrás realmente comenzó a partir del último álbum en 2005. En ese momento el ambiente en la banda era raro. Había pasado la mayor parte de 2004 recuperándome de la depresión que sufrí en abril de 2004 y por la que tuve que ser hospitalizado. Ese fue el punto en el que las cosas comenzaron a cambiar. Jens Johansson me apoyó inmensamente durante 2004 con sus llamadas telefónicas. A continuación hicimos el álbum, que pienso es un disco muy malo. En ese momento se evidenció que las cosas estaban realmente mal. Nadie parecía preocuparse por nada. Tuve la idea de utilizar pantallas de proyección durante la gira, y para ello se necesitaban producir gráficos. Yo lo planeé y básicamente todo el show. Nadie mostró interés en ello. El ambiente en los ensayos fue terrible. Lauri Porra que acababa de entrar en el grupo se preguntaba qué estaba pasando en esta banda. Jörg Michael vino a esta gira tras actuar con Saxon y se pasó todos los conciertos con camisetas de otras bandas. Su actitud durante la mayor parte del tiempo era extremadamente arrogante hacia todos. Pero sobre todo hacia mí y hacia Timo Kotipelto. La actitud de Kotipelto hacia mí era tibia y cortés, pero podía sentir la hostilidad. Por supuesto, como profesionales, lo pusimos todo en los conciertos pero no era lo mismo que una banda que toca con el corazón.
Creo que Kotipelto siempre estuvo decepcionado por no poder introducir ninguna canción suya en los discos de Stratovarius. Nunca entendí esto ya que él tenía su banda en solitario en la que podía hacer lo que quisiera. Me costó muchos años decirle que no me gustaban sus letras ni sus canciones, la única diferencia entre él y yo es que yo escribo canciones para que sean Strato-canciones y él trata de escribir Strato-canciones que terminarán siendo Kotipelto-canciones, lo que significa que estarán en un álbum de Kotipelto.
No es fácil decirle a alguien que no te gusta su música. A vosotros chicos y chicas no os gusta toda la música, a mi tampoco.
Yo no soy nadie para decidir lo que es buena música y lo que no es buena música, pero puedo decir la música que me gusta. Y el material de Timo Kotipelto no está hecho para mí.
Debo decir que creo que ha escrito muchas canciones en su carrera en solitario. Además el diría lo mismo de mi forma de escribir. Somos muy diferentes. Tiene un sentido del humor muy diferente al que yo tengo.
Tal vez lo más extraño en Stratovarius es que nunca fuimos amigos en la banda. Visité a Kotipelto en 12 años unas cinco veces. Jens fue con quien tuve una relación más estrecha en la banda y Lauri Porra que es un chico maravilloso. Pero ninguno de ellos fue nunca un amigo de verdad. Puede ser sorprendente, pero es verdad.
La gira continuaba y el técnico de batería me dijo completamente borracho que Jörg dejaría el grupo después de la gira y que la estaba tocando con el grupo porque era un ‘hombre de negocios’. La actitud de Jörg llegó a su momento cumbre cuando en Seattle me dijo que pensaba que el grupo estaba acabado. Tratamos de registrar, por tercera vez, un DVD en directo en Sao Paulo, pero no pudimos utilizar las imágenes porque tocamos realmente mal. Era simplemente terrible. A pesar de que hubo mucha gente en esas 120 fechas por todo el mundo, el ambiente general era de ‘ir a trabajar’. Aunque no para mi. No aun en ese punto. Nadie ponía el corazón en el grupo, lo hacían por el dinero.
La gira pasó, sobrevivimos y Jörg no abandonó el grupo. Pero fue la gira más rara que he hecho nunca. Muy exitosa, pero forzada. No fue divertida. Fue triste.
Lo siguiente que tenía en mente era escribir un álbum de power metal de la vieja escuela, pero que sonase fresco, en la onda de “Visions”. Sentí que nuestros fanes lo merecían y creí que era lo correcto. Este fue el infame disco de ‘RR’. Las letras iban fluyendo y las melodías sonaban muy bien, como los viejos Strato. Estuve todo el tiempo con los pies en el suelo ya que la situación de la banda era complicada y se hacía difícil anticipar las sesiones de grabación.
En cualquier caso, en 2006 completé una demo que contenía 10 nuevos temas. No estaba muy contento con el resultado pero si con la finalidad que era presentar las canciones a la compañía. Había reservado 12 días en los Sonic Pump Studios de Helsinki en marzo de 2007. Este fue el periodo de las sesiones más raras de toda mi vida. Jörg estaba todo el rato diciendo que teníamos que recuperar el hambre del “Visions”. Pienso que nadie tenía esa hambre. Nadie había ensayado las canciones de verdad y sonaba horrible. Fue en ese momento cuando empecé a pensar por qué mantener esto vivo cuando era tan complicado. Recuerdo la cantidad de energía, tiempo y dinero que pusimos en “Elements Pt. 1”. Sé que a Kotipelto no le gustaba el álbum, mostrando una vez más sus diferencias conmigo. Para mi “Elements Pt. 1” representa el punto álgido de la evolución de Stratovarius y tal vez debería haber dejado la banda ahí.
El pasado año, 2007 fue el punto de inflexión para mí en muchos sentidos. Me sentí mejor, pero en cuanto a Strato me sentí peor. Hubo peleas por todo, incluso por trivialidades, algo que me molestó. Una gran cantidad de peleas. Muchas. Usé una gran cantidad de energía para intentar llevar merchandising a la Stratoshop, algo que caía en los hombros de Jörg y Kotipelto, porque no había productos para las personas que los pedían, pero aún seguían pidiendo los artículos que aparecían en la página. El certificado SSL que prueba que el sitio es seguro había caducado hace un año. Traté de recuperarlo pero no pude porque no estaba autorizado. Los productos más populares de la tienda estaban agotados y Jörg se negó a imprimir más. No podía entender ninguna de las cosas que estaban pasando. Al mismo tiempo, me divertía más que en muchos años con mi ópera-rock “Saana”. Cuando hacía esto, me di cuenta de lo que carecía Strato: entusiasmo, creatividad y diversión. No fue así en años. “Saana” me dio la esperanza de que todavía podía hacer cosas nuevas y aprender. Sabía que había algunas canciones metal realmente buenas en la obra.
Tuvimos 8 festivales durante el año 2007 y fue entonces cuando, estando delante de 45.000 espectadores en Wacken, me di cuenta de que la banda estaba acabada. Recuerdo claramente cómo interpretábamos esos temas antiguos que tantas veces habíamos tocado antes y la sensación que me vino: la banda no tenía alma. Miré alrededor y me sentí como con un guion o parte de una máquina que no hará nada nuevo ni excitante. La banda sonaba horrible. Nadie estaba con el corazón en la música. En ese punto Jörg trabajaba a tiempo completo en una compañía de producción de artistas además de trabajar para el festival también. Llegó a tocar desde la oficina y una vez que terminamos el concierto volvió a la misma. Todo el mundo fue correcto, pero no había amistad, las relaciones habían llegado a su fin. El último año la banda solo había existido por una razón y esa era el dinero. Esa era la única motivación que tenían Jörg y Kotipelto para seguir en la banda a pesar de las discusiones. Fue entonces cuando tome la decisión de terminar con la banda.
Fue durante ese concierto cuando decidí que se acababa. Yo sigo pensando en todo pero creo que para mi futuro es la única cosa lógica que hacer. Yo no quería despedir a Jörg y Kotipelto porque han sido parte de Stratovarius igual que yo y no sería justo para los fanes. Por lo que decidí que es mejor enterrar los restos cuando algo está muerto. Informé a los chicos por correo electrónico el pasado mes de octubre explicando en detalle las razones. Solo Jens y Lauri respondieron. Jörg y Kotipelto ni siquiera respondieron al correo electrónico. Jens entendió mi decisión, Lauri no. Él ha probado lo que es estar en una banda exitosa y girando por el mundo entero. No es fácil decidir hasta dónde hay que llegar. Quería mostrar mi versión de la historia. Que Kotipelto y Jörg no comenten nada habla por sí solo. Quería terminar la saga Stratovarius con una última gira como comenté a los chicos en febrero de 2008. No voy a entrar en detalles, pero esta vez Jörg y Kotipelto sí respondieron. Debido a las reacciones hostiles sé que no puede haber más giras de esta banda. Así han sido las cosas. Me siento bien por mi decisión, pero no tan bien por los motivos legales que han hecho que se retrase tanto este anuncio.
Entonces pensé que teniendo esas grandes canciones en mis manos quiero ponerlas sobre la mesa de alguna manera. Entonces puse en manos de algunos amigos las grabaciones que tenía. Había felicidad. Existía energía. Las canciones sonaban muy bien. Mis amigos Michael Kiske y Tobias Sammet están de acuerdo en cantar en el álbum. He tomado la decisión de formar una nueva banda llamada Revolution Renaissance que continuará con el legado de Stratovarius. En este primer disco únicamente quería editar estas canciones así que no he tenido tiempo para buscar una formación permanente. Estoy en ello ahora, así que si estás interesado envíame un correo electrónico.
El álbum será editado a través de Frontiers Records el próximo 6 de junio de 2008.
Estoy emocionado y feliz… por primera vez en años. Apenas puedo esperar por conocer lo que el destino tiene preparado para mí, para mi nueva banda… estoy viviendo un momento muy creativo. Tengo mi empresa de producción y estoy inmerso en varios proyectos, no solo de metal.
En primer lugar me gustaría dar las gracias, a pesar de todo, a Jörg, Timo Kotipelto, Jens, Jari, Lauri, Tuomo, Antti y Jyrki por estos 22 años. Fue un gran viaje. Deseo a Jens, Timo Kotipelto, Jörg y Lauri lo mejor para sus vidas y éxito en ellas.
Por último, pero lo más importante, quiero dar las gracias a los fanes de Stratovarius por su cariño y apoyo. Nos volveremos a ver de alguna manera en alguna parte. Siempre estarán en mi corazón.”

### Timo Tolkki deja la música
Timo Tolkki escribió un comunicado en su página de Facebook donde comentó que se alejaría de la música. En sus propias palabras dijo: “Todo comenzó a partir de un pastel. Pensé que podría ser algún tipo de broma celestial, aunque quizá lo era, pero cuando dos aficionados me dieron una torta después del último concierto de Symfonia, y pasar 3 noches en un Hotel de 15 dólares con fríos muros de hormigón, como si fuera una prisión, y luego 28 horas de vuelo hacia otro continente para tocar con un público de sólo 100 o 350 personas, me puse a pensar que tal vez esto realmente había terminado. El pastel fue de una manera divertida que me dijo: “Hey Timo, ¿No lo ves, se acabó?”.
“Desde un principio sabía que algo estaba sucediendo, pero a la gente le gustaban las demos y me fui de lleno a la producción del álbum “In Paradisum” con Symfonia, pasamos alrededor de 1000 horas de trabajo. Andre Matos me dijo que esta banda no debía realizar conciertos por el momento, pero al mismo tiempo sabía que las personas consideraban Symfonia como una nueva banda”.“Uli Kusch había estado entrando y saliendo de la banda debido a su lesión en la mano, y en plenas grabaciones de voz en Suecia me envió un correo diciéndome que nunca volvería a tocar en ningún concierto más, porque estaba cansado del olor a orina en el backstage, en las habitaciones, el caos, los viajes, etc. En vano traté de decirle que esto no era lo que habíamos acordado”.“Luego de ello André Matos perdió su voz en medio de las grabaciones, y realmente empecé a pensar que esto no iba a funcionar. Pero bueno, todo siguió su curso, lanzamos el álbum, y sigo pensando que es un buen disco”.

“También el terremoto japonés canceló los planes de la banda y de la gira. Luego, André Matos me dijo que podía hacerse una gira lucrativa por América del Sur, así que me decidí a hacer la gira y después de volar 30 horas, desde Helsinki, Frankfurt, Roma, Sao Paulo, aterricé sólo para escuchar que la gira se había cancelado. En ese momento estaba listo para comprar un boleto de regreso a Finlandia, pero llegamos a un arreglo e hicimos 6 conciertos. Fue la gira más pesada y la peor que he hecho en toda mi carrera”.“El tecladista Mikko Harkin tuvo fiebre alta e inflamación pulmonar que lo llevó a tener neumonía. Mientras estaba acostado durante 2 días en un hotel de Sao Paulo, el más barato que pudimos pagar, en aquella oscuridad, comenzaba a tener dudas acerca de mi futuro como músico”.“No tenía ningún sentido tratar de conquistar el mundo del metal, ya que era obvio que no había suficiente interés. No me malinterpreten, es totalmente cool, pero no hay interés”.“Entonces pensé en mi carrera. Alrededor de 3,000 conciertos, 20 años, 20 discos, producciones, clínicas, viajes. Me di cuenta de que he hecho mucho. Supongo que la mayoría de ustedes saben que yo sufro de trastorno bipolar, uno de los peores trastornos mentales, pero con medicación esta enfermedad puede ser controlada, pero no curada”.
“Así que con 46 años, he tomado la decisión de tomar un descanso del negocio de la música y concentrarme en otra cosa. Tengo una esposa maravillosa y una hija, que también es un cantante de clase mundial. Empecé a dar clases de guitarra. En otras palabras, voy a vivir una vida completamente normal”.“El negocio de la música se encuentra en un estado muy enfermo en este momento, y eso no va a ser mejor. En pocos años vamos a saber qué camino tomará”.“¿Qué pasará con mi futuro? Sólo puedo decir que es posible que nunca vaya a grabar nada nuevo. Para algunos de ustedes esto puede ser un alivio. No sé qué me depara el futuro, pero quiero agradecer a todos los fans que me han apoyado en estos 22 años de carrera. Sin ustedes, yo nunca podría haber hecho todo lo que he hecho. Ha sido una gran carrera. Espero que el futuro me traiga más música, pero lo más probable es que no. Pero aun así… I Did It My Way”.

### Regreso al mundo de la música
En 2013, Timo anunció su regreso al mundo de la música con un nuevo proyecto en mente denominado "Timo Tolkki's Avalon", dicho proyecto es una especie de "Metal-Opera" donde ha reunido a músicos de la talla de Alex Holzwarth, Jens Johansson, Derek Sherinian, Elize Ryd, Michael Kiske, Russell Allen, Rob Rock, Sharon den Adel y Tony Kakko. El primer disco de dicho proyecto se denomina "The Land of New Hope" y fue lanzado el 17 de mayo de 2013.

### Infinite Visions
En 2019 el sello discográfico alemán "Pride & Joy Music" anuncia que Tolkki se encuentra grabando el material para el primer álbum de su nueva banda Infinite Visions, el cual será lanzado el 10 de marzo de 2020.

## Discografía

### Stratovarius
| Título                       | Discográfica  | Año  |                  |
| Demo                         | Not On Label  | 1987 | Demo             |
| Fright Night                 | CBS Finland   | 1989 | álbum de estudio |
| Twilight Time                | Noise Records | 1992 | álbum de estudio |
| Dreamspace                   | Noise Records | 1994 | álbum de estudio |
| Fourth Dimension             | Noise Records | 1995 | álbum de estudio |
| Episode                      | Noise Records | 1996 | álbum de estudio |
| Visions                      | Noise Records | 1997 | álbum de estudio |
| The Past And Now             | JVC           | 1997 | álbum Compilado  |
| Acoustic Madrid (V/H/S)      | Mas Metal     | 1998 | V/H/S            |
| Visions of Europe            | Noise Records | 1998 | álbum en vivo    |
| Destiny                      | Noise Records | 1998 | álbum de estudio |
| Visions of Destiny           | Noise Records | 1999 | DVD              |
| The Chosen Ones              | Noise Records | 1999 | álbum Compilado  |
| Infinite                     | Nuclear Blast | 2000 | álbum de estudio |
| 14 Diamonds                  | JVC           | 2000 | álbum Compilado  |
| Infinite Visions             | Nuclear Blast | 2000 | DVD              |
| Intermission                 | Nuclear Blast | 2001 | álbum de estudio |
| Elements, Pt. 1              | Nuclear Blast | 2003 | álbum de estudio |
| Elements, Pt. 2              | Nuclear Blast | 2003 | álbum de estudio |
| Stratovarius                 | Sanctuary     | 2005 | álbum de estudio |
| Black Diamond: The Anthology | Noise Records | 2006 | álbum Compilado  |
| Revolution Renaissance       | Not On Label  | 2007 | Demo             |

### Revolution Renaissance
| Título          | Discografía    | Año  |
| New Era         | JVC            | 2008 |
| Age of Aquarius | JVC            | 2009 |
| Trinity         | Napalm Records | 2010 |

### Symfonia
| Título       | Discografía    | Año  |
| In Paradisum | Avalon/Marquee | 2011 |

### Avalon
| Título                     | Discográfica | Año  | Posiciones en Finlandia |
| -------------------------- | ------------ | ---- | ----------------------- |
| «The Land of New Hope»     | Frontiers    | 2013 | 7                       |
| «Angels of the Apocalypse» | Frontiers    | 2014 | 42                      |
| «Return to Eden»           | Frontiers    | 2019 | 7                       |
| «The Enigma Birth»         | Frontiers    | 2021 | 46                      |

### Carrera Solitario
| Título                                          | Discografía                              | Año  |
| Classical Variations And Themes                 | Goldenworks Ky                           | 1994 |
| Hymn To Life                                    | Metal Mind                               | 2002 |
| Saana – Warrior of Light Pt 1                   | Frontiers Records                        | 2008 |
| Renaissance Acoustica                           |                                          | 2023 |
| Classical Variations And Themes 2: Última Thule | Finland Entertainment Productions oy itd | 2024 |

### Timo Tolkki's Strato
- Return To Dreamspace (2023)

### Como artista invitado
| Título                  | Discografía | Año  |
| Vain Glory Opera        | AFM Records | 1998 |
| The Metal Opera         | AFM Records | 2000 |
| The Metal Opera Part II | AFM Records | 2002 |
| Guitar Heroes           | Sony BMG    | 2007 |